# Gmina zbiorowa Altes Amt Ebstorf
Gmina zbiorowa Altes Amt Ebstorf (niem. Samtgemeinde Altes Amt Ebstorf) – dawna gmina zbiorowa położona w niemieckim kraju związkowym Dolna Saksonia, w powiecie Uelzen. Siedziba administracji gminy zbiorowej znajdowała się w mieście Ebstorf.
1 listopada 2011 gmina zbiorowa została połączona z gminą zbiorową Bevensen tworząc nową gminę zbiorową Bevensen-Ebstorf.

## Podział administracyjny
Do gminy zbiorowej Altes Amt Ebstorf należały cztery gminy oraz jedno miasto (Flecken):
1. Ebstorf
2. Hanstedt
3. Natendorf
4. Schwienau
5. Wriedel